# Serapias euxina
Serapias euxina är en orkidéart som beskrevs av Helmut Baumann och Siegfried Künkele. Serapias euxina ingår i släktet Serapias och familjen orkidéer.
Artens utbredningsområde är Turkiet. Inga underarter finns listade i Catalogue of Life.